# Knajka

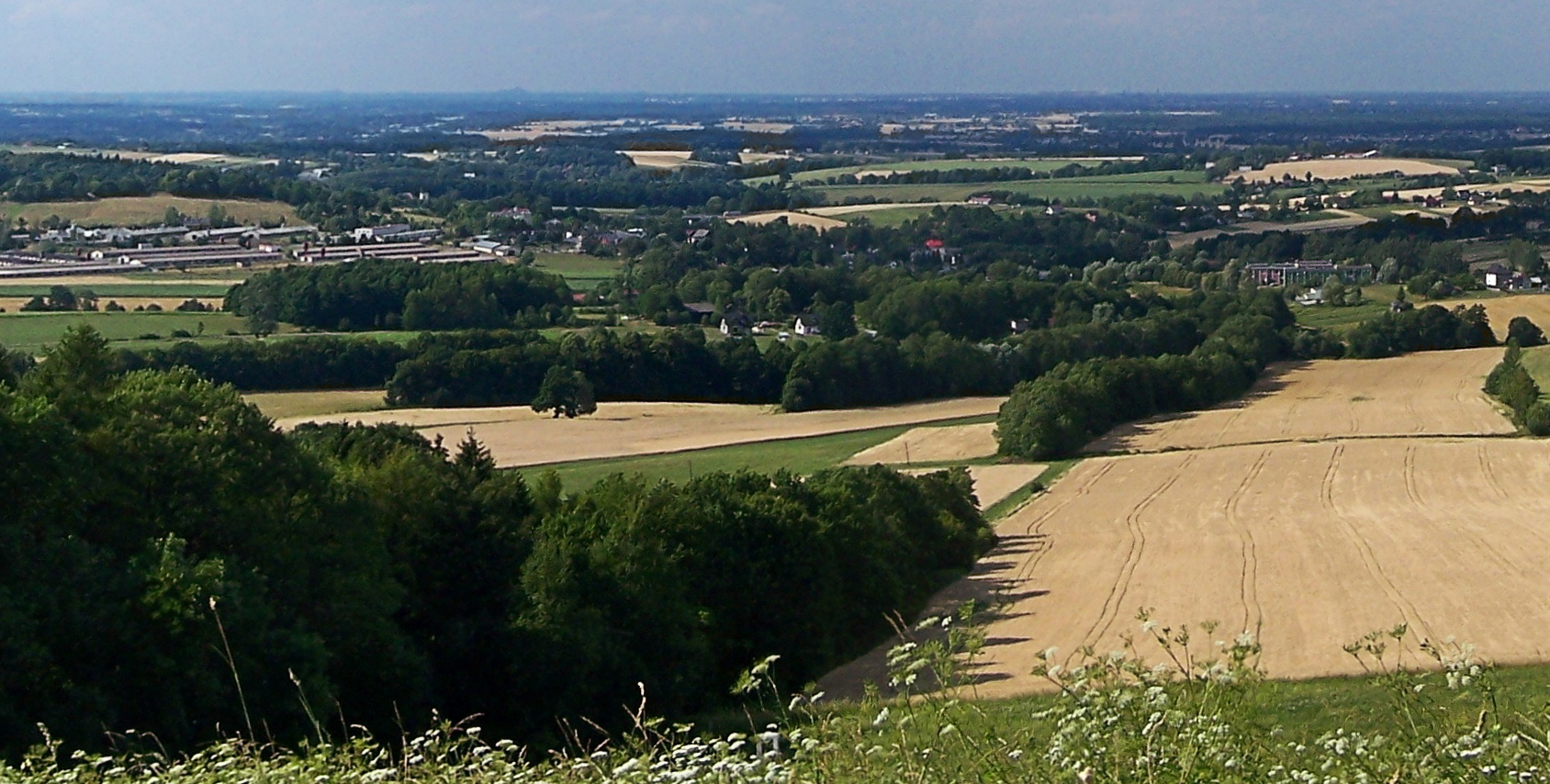
Źródła Knajki widziane ze wzgórza Chełm

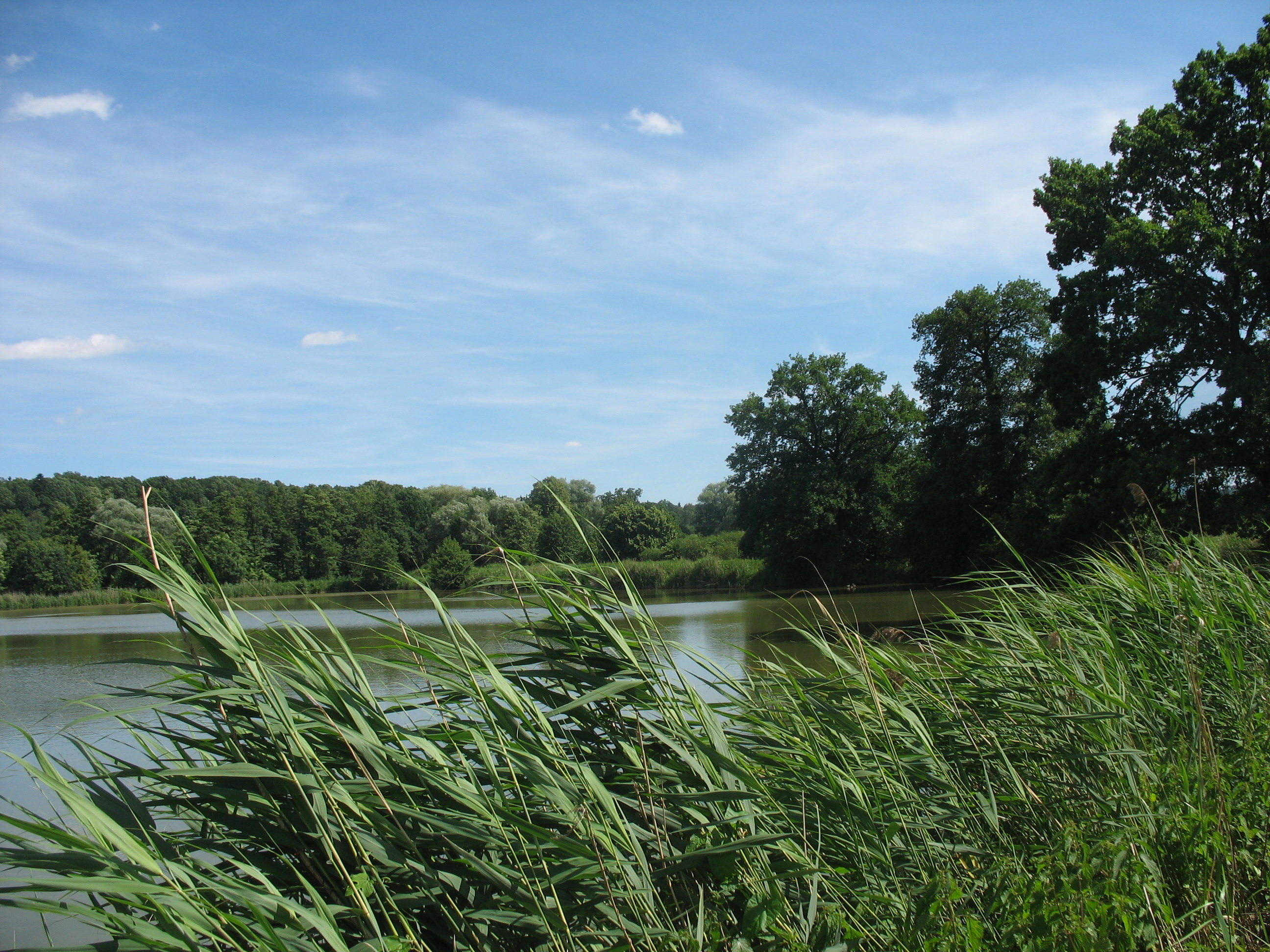
Wzdłuż rzeki rozlokowane są liczne stawy rybne (na zdjęciu staw w Dębowcu)

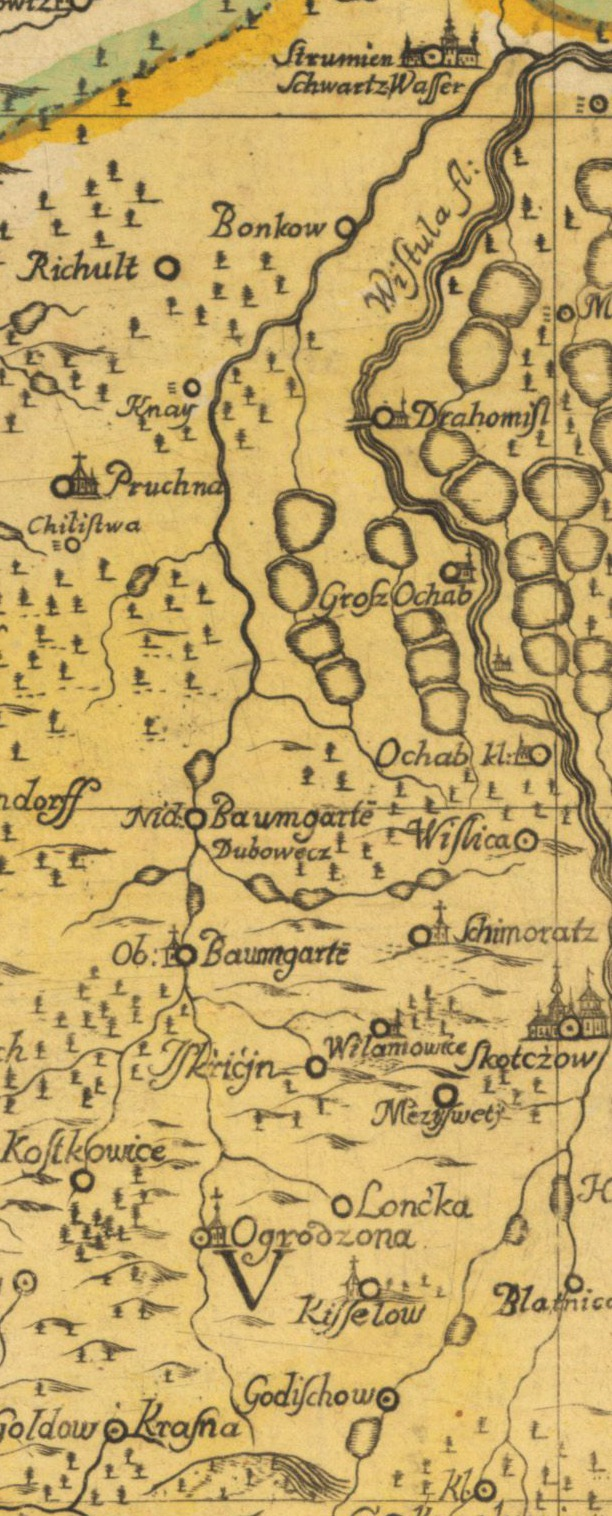
Knajka na mapie z 1724 roku

Knajka – potok o długości 17 km lub 19 km w południowej Polsce na Pogórzu Śląskim i w Kotlinie Oświęcimskiej, w powiecie cieszyńskim, w województwie śląskim, lewobrzeżny dopływ Wisły. Przepływa głównie przez dwie gminy: Dębowiec, gdzie jest jedyną rzeką w jej granicach i Strumień, gdzie uchodzi do Wisły. Nazwa strumienia nawiązuje do słowa knieja, oznaczającego dziki, gęsty las.
Źródła rzeki Knajki znajdują się na wysokości 354 m n.p.m. na północno-zachodnich stokach wzgórza Chełm (464 m n.p.m.) w zachodniej części miejscowości Godziszów w gminie Goleszów i stanowią je dwie odnogi, które po ok. dwustumetrowym odcinku łączą się w jeden nurt. Po opuszczeniu Godziszowa Knajka przepływa kolejno przez miejscowości gminy Dębowiec: Ogrodzoną, Kostkowice, Dębowiec, następnie tworzy granicę pomiędzy Pruchną w gminie Strumień a Ochabami w gminie Skoczów, po czym przepływa przez miejscowości gminy Strumień: przysiółek Drogomyśla – Knaj, Bąków a w południowo-zachodnich granicach Strumienia wpływa do Wisły. Jej niewielki spadek, szczególnie w końcowym biegu, przyczynił się do utworzenia szerokiej i płaskiej doliny, wzdłuż której rozlokowane są liczne stawy rybne począwszy od Kostkowic. Między innymi z tego powodu nieuregulowany, pierwotny bieg rzeki zachował się tylko w początkowym jej biegu, choć również jej pierwotne źródła zostały w latach 80. XX wieku przekształcone i zmeliorowane. Nieznaznacznie za to jej bieg został zmieniony idąc wyżej od Pruchnej, w Bąkowie, by znów ulec obwałowaniu w końcowym odcinku przed ujściem w Strumieniu. Stawy przyczyniają się również do znacznych wahań poziomu rzeki, która przyjmuje ich zrzuty wody. Szczególnie często zalewane były skupiska łąk zwane "Na Bagnach". Do rzeki Wisły uchodzi w dwóch miejscach: starym korytem i ujściem przekopanym sztucznie.
W początkowym biegu potok ma charakter górski i płynie w głębokich na kilka metrów wąwozach a jej brzegi porośnięte są pozostałościami cienistego lasu grądowego, w tym przez grab, buk, leszczynę i lipę. Ponadto na runo składa się 146 gatunków roślin naczyniowych, w tym kilka chronionych. Wśród występującej roślinności można wymienić: ziarnopłon wiosenny, kokorycz pełna, kokorycz pusta, kokoryczka wielokwiatowa, czworolist pospolity, konwalijka dwulistna, skrzyp olbrzymi, bodziszek żałobny (gatunek zagrożony), lilia złotogłów, listera jajowata - storczyk, bluszcz pospolity, kopytnik pospolity, pierwiosnek lekarski, przylaszczka pospolita, przytulia wonna oraz cieszynianka wiosenna. Dalej rosną wiciokrzew suchodrzew. Na wysokości starej drogi z Cieszyna do Skoczowa przyroda nad Knajką jest znacznie zniszczona przez dzikie wysypiska śmieci, ścieki odprowadzane z posesji.
Dalszy odcinek biegnący przez Kostkowice to obniżenie terenu w rozległą dolinę, wzdłuż której rozlokowane są murawy kserotermiczne, stawy, rowy melioracyjne, a także oczyszczalnia ścieków. Koryto rzeki nie uległo tu jeszcze tak drastycznym zmianom jak w dalszym biegu rzeki, poza nielicznymi progami wodnymi. Następuje zmiana szaty roślinnej a wśród okolicznej roślinności występują: złoć żółta, rzeżucha łąkowa, żywokust bulwiasty, macierzanka zwyczajna, szałwia łąkowa, częściowo chronione pierwiosnki lekarskie i wyniosłe, czy gatunki ściśle chronione jak: centuria pospolita (tysiącznik), dziewięćsił bezłodygowy, kruszczak połabski. W zaroślach oprócz rodzimych leszczyny pospolitej i jesiona pospolitego rośnie również topola berlińska, a tuż nad brzegiem rdestowiec sachaliński. Na wysokości mostu w części Kostkowic zwanej Starym Dworem rosną rzadkie w okolicy wyka zaroślowa i wyka leśna. Roślinność wodna w stawach to m.in. rzęsa drobna, spirodella bezkorzeniowa, salwinia pływająca.
Na wysokości Dębowca Górnego nad rzeką rozpościera się trzcinowisko, gdzie poza trzciną pospolitą rosną również kozłek lekarski, kozłek całolistny, komonica błotna, pałka szerokolistna. Dalszy odcinek aż do Pruchnej to znaczna ingerencja człowieka, a bieg rzeki przypomina wyprofilowany rów melioracyjny. Na tym odcinku występuje głównie roślinność azotolubna jak pokrzywa zwyczajna, rdestowiec ostrokończysty, ale znajdują się też rzadkie w okolicy rezeda żółta, róża wielokwiatowa, wieczornik damski, zagrożony w województwie bodziszek żałobny oraz okazałe dęby szypułkowe, wśród których niektóre sklasyfikowane są jako pomniki przyrody. "Łąki na Bagnach" porośnięte są przez takie gatunki roślin jak: ostrożeń błotny, ostrożeń warzywny, ostrożeń łąkowy, firletka poszarpana, tojeść pospolita, tojeść rozesłana, tojeść bukietowa, sit skupiony, sit rozpierzchły, kukułka plamista i kukułka szerokolistna, manna mielec, rutewka orlikolistna, rutewka żółta, jaskier polny, jaskier ostry, jaskier różnolistny, więzówka błotna, oraz inne gatunki charakterystyczne dla terenów bagiennych, czy gatunek chroniony ciemiężycy zielonej.
Gatunki objęte ścisłą ochroną występujące w dolinie Knajki w granicach gminy Dębowiec:
- barwinek pospolity
- ciemiężyca biała
- cieszynianka wiosenna
- kopytnik pospolity
- kruszczyk połabski
- kukułka plamista
- kukułka szerokolistna
- lilia złotogłów
- listera jajowata
- salwinia pływająca
- skrzyp olbrzymi

Częściowa ochrona:
- bluszcz pospolity
- bobrek trójlistkowy
- grążel żółty
- kalina koralowa
- kruszyna pospolita
- przytulia wonna
- pierwiosnek lekarski
- pierwiosnek wyniosły
- wilżyna ciernista

Gatunki rzadkie i zanikające w województwie śląskim:
- dziurawiec kosmaty
- kokorycz pełna
- łuskiewnik różowy
- okrężnica bagienna
- rutewka orlikolistna
- siedmiopalecznik błotny